# Nikon D4
De Nikon D4 is een professionele spiegelreflexcamera. Hij levert foto's af in JPEG- en RAW-formaat. De D4 kan uitgebreid worden met een heel gamma aan Nikkor-lenzen.
De camera werd op 6 januari 2012 door Nikon Corporation voorgesteld. Het is een fullframe-camera met een sensor van 16,4 megapixel van dezelfde grootte als de traditionele 35mm-filmframes (36 x 24 mm). De camera kan werken met een filmgevoeligheid opgevoerd tot 204.800.